# Pogorzałki (gromada)
Pogorzałki – dawna gromada, czyli najmniejsza jednostka podziału terytorialnego Polskiej Rzeczypospolitej Ludowej w latach 1954–1972.
Gromady, z gromadzkimi radami narodowymi (GRN) jako organami władzy najniższego stopnia na wsi, funkcjonowały od reformy reorganizującej administrację wiejską przeprowadzonej jesienią 1954 do momentu ich zniesienia z dniem 1 stycznia 1973, tym samym wypierając organizację gminną w latach 1954–1972.
Gromadę Pogorzałki z siedzibą GRN w Pogorzałkach utworzono – jako jedną z 8759 gromad – w powiecie białostockim w woj. białostockim, na mocy uchwały nr 11/V WRN w Białymstoku z dnia 4 października 1954. W skład jednostki weszły obszary dotychczasowych gromad Pogorzałki, Rybaki, Borsukówka, Kobuzie i Nowosiółki ze zniesionej gminy Obrubniki w tymże powiecie. Dla gromady ustalono 22 członków gromadzkiej rady narodowej.
31 grudnia 1959 do gromady Pogorzałki przyłączono wieś Jaworówka ze znoszonej gromady Dobrzyniewo Duże.
Gromadę Pogorzałki zniesiono 31 grudnia 1961, a jej obszar włączono do gromad Kozińce (wsie Borsukówka, Kobuzie, Nowosiółki, Pogorzałki i Rybaki oraz przysiółek Dziarnowizna) i Dobrzyniewo Kościelne (wieś Jaworówka).